# Arichanna himalayensis
Arichanna himalayensis är en fjärilsart som beskrevs av Inoue 1970. Arichanna himalayensis ingår i släktet Arichanna och familjen mätare. Inga underarter finns listade i Catalogue of Life.